# (5474) Gingasen
(5474) Gingasen es un asteroide perteneciente al cinturón de asteroides descubierto el 3 de diciembre de 1988 por Tetsuya Fujii y el también astrónomo Kazuro Watanabe desde el Observatorio de Kitami, Hokkaidō, Japón.

## Designación y nombre
Designado provisionalmente como 1988 XE1. Fue nombrado Gingasen en homenaje a la vía de ferrocarril existente en Hokkaido, que lleva el nombre de Gingasen, o "Vía Láctea" (traducido del japonés). Este ferrocarril público de 150 km conecta las ciudades del este de la isla. Cada estación a lo largo de la línea lleva el nombre de una constelación.

## Características orbitales
Gingasen está situado a una distancia media del Sol de 2,383 ua, pudiendo alejarse hasta 2,542 ua y acercarse hasta 2,223 ua. Su excentricidad es 0,066 y la inclinación orbital 6,144 grados. Emplea 1343,70 días en completar una órbita alrededor del Sol.

## Características físicas
La magnitud absoluta de Gingasen es 13,1. Tiene 5,046 km de diámetro y su albedo se estima en 0,48. 